# Dreikampf-Weltmeisterschaft für Nationalmannschaften 1991

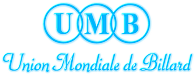
Logo UMB (ausrichtender Verband)

Die Dreikampf-Weltmeisterschaft für Nationalmannschaften 1991 war das dritte Mannschaftsturnier im Dreikampf. Das Turnier fand vom 13. bis zum 16. Juni 1991 in Essen statt.

## Geschichte
Im dritten Anlauf gewann Deutschland erstmals die Dreikampf-Weltmeisterschaft für Nationalmannschaften (World-Team-Championship (WTC)). In einem spannenden Finale gegen den Vorjahressieger aus Belgien sicherte Hans-Jürgen Kühl nervenstark den entscheidenden Punkt gegen Paul Stroobants. Vorher gab es einen relativ sicheren Einbandsieg mit 100:84 für Wolfgang Zenkner gegen Ludo Dielis und einer denkbar knappen Niederlage von Fabian Blondeel mit 190:200 in zwei Aufnahmen im Cadre 71/2. Blondeel verpasste den Sieg, indem er bei 190 Punkten mit einer machbaren Stellung ausstieg und Frédéric Caudron mit 133 Punkten die Partie zu seinen Gunsten entschied. Überraschend belegte Italien mit einem starken Marco Zanetti den dritten Platz.

## Gemeldete Mannschaften
| Disziplin  | Ägypten         | Belgien          | Dänemark           |
| ---------- | --------------- | ---------------- | ------------------ |
| Einband    | Mohsen Fouda    | Ludo Dielis      | Karsten Lieberkind |
| Cadre 71/2 | Zein Abdou      | Frédéric Caudron | Dan Nielsen        |
| Dreiband   | Ihab El Messery | Paul Stroobants  | Tonny Carlsen      |

| Disziplin  | Deutschland A    | Deutschland B     | Frankreich      |
| ---------- | ---------------- | ----------------- | --------------- |
| Einband    | Wolfgang Zenkner | Dieter Großjung   | Marc Massé      |
| Cadre 71/2 | Fabian Blondeel  | Martin Horn       | Jean Arnaud     |
| Dreiband   | Hans-Jürgen Kühl | Christian Rudolph | Richard Bitalis |

| Disziplin  | Griechenland       | Italien       | Japan           |
| ---------- | ------------------ | ------------- | --------------- |
| Einband    | Sakis Tsokandas    | Antonio Oddo  | Kouichi Urabe   |
| Cadre 71/2 | Lakis Elefteriadis | Luigi Natale  | Shigeru Koshiba |
| Dreiband   | George Sakkas      | Marco Zanetti | Joshi Kai       |

| Disziplin  | Niederlande    | Österreich      | Schweiz           |
| ---------- | -------------- | --------------- | ----------------- |
| Einband    | Piet Adrichem  | Michael Hikl    | Armin Grimm       |
| Cadre 71/2 | Freek Ottenhof | Stephan Horvath | Sotiris Psiskonis |
| Dreiband   | Dick Jaspers   | Franz Stenzel   | Andreas Efler     |

| Disziplin  | Spanien        | Tschechoslowakei  |
| ---------- | -------------- | ----------------- |
| Einband    | Pedro Arnau    | Jan Musil         |
| Cadre 71/2 | Carlos Tuset   | Mirek Andrejowski |
| Dreiband   | Enrique Herbon | Ivo Gazdos        |

## Turniermodus
Fünf Mannschaften (Belgien, Niederlande, Deutschland A, Italien, Japan) waren für das Viertelfinale gesetzt. In der Qualifikation wurden drei Gruppen mit je drei Mannschaften aus den restlichen gemeldeten Teams gebildet. Die Gruppensieger zogen ins Viertelfinale ein.

Die Spieldistanzen:
Einband: 100 Punkte.
Cadre 71/2: 200 Punkte
Dreiband: Gruppenspiele: 2 GS bis 15 Punkte. Ab Halbfinale: 3 GS bis 15 Punkte.
Bei einem Unentschieden (Einband, Cadre 71/2) wurde eine Verlängerung bis 10 % der Partiedistanz gespielt.
Die Wertung für die Endtabelle:
1. GD = Generaldurchschnitt

## Spiele

### Gruppe A
| Disziplin           | Name                | MP  | PP       | Pkt.    | Aufn. | GD    | BED   | HS | VGD   |
| ------------------- | ------------------- | --- | -------- | ------- | ----- | ----- | ----- | -- | ----- |
| (37,54) vs. (17,96) | (37,54) vs. (17,96) | 2:0 | 4:2      |         |       |       |       |    |       |
| Einband             | Armin Grimm         | –   | 2:0      | 100     | 33    | 3,03  | 3,03  | 23 | 30,50 |
| Einband             | Jan Musil           | –   | 0:2      | 73      | 33    | 2,21  | –     | 12 | 15,85 |
| Cadre 71/2          | Sotiris Psiskonis   | –   | 0:2      | 200(0)  | 17    | 11,76 | 11,76 | 47 | 28,80 |
| Cadre 71/2          | Mirek Andrejowski   | –   | 2:0      | 200(20) | 17    | 11,76 | 11,76 | 61 | 28,80 |
| Dreiband            | Andreas Efler       | –   | 2:0(2:0) | 30      | 37    | 0,810 | 0,810 | 4  | 53,33 |
| Dreiband            | Ivo Gazdos          | –   | 0:2(0:2) | 16      | 36    | 0,416 | –     | 4  | 9,24  |

| Disziplin            | Name                 | MP  | PP       | Pkt. | Aufn. | GD    | BED   | HS | VGD    |
| -------------------- | -------------------- | --- | -------- | ---- | ----- | ----- | ----- | -- | ------ |
| (110,48) vs. (17,91) | (110,48) vs. (17,91) | 2:0 | 6:0      |      |       |       |       |    |        |
| Einband              | Marc Massé           | –   | 2:0      | 100  | 25    | 4,00  | 4,00  | 19 | 46,66  |
| Einband              | Jan Musil            | –   | 0:2      | 59   | 25    | 2,36  | –     | 10 | 18,00  |
| Cadre 71/2           | Jean Arnaud          | –   | 2:0      | 200  | 5     | 40,00 | 40,00 | 73 | 117,14 |
| Cadre 71/2           | Mirek Andrejowski    | –   | 0:2      | 46   | 5     | 9,20  | –     | 26 | 18,40  |
| Dreiband             | Richard Bitalis      | –   | 2:0(2:0) | 30   | 26    | 1,153 | 1,153 | 5  | 167,66 |
| Dreiband             | Ivo Gazdos           | –   | 0:2(0:2) | 14   | 25    | 0,560 | –     | 2  | 17,33  |

| Disziplin           | Name                | MP  | PP       | Pkt. | Aufn. | GD    | BED   | HS  | VGD    |
| ------------------- | ------------------- | --- | -------- | ---- | ----- | ----- | ----- | --- | ------ |
| (76,80) vs. (58,87) | (76,80) vs. (58,87) | 2:0 | 4:2      |      |       |       |       |     |        |
| Einband             | Marc Massé          | –   | 0:2      | 79   | 16    | 4,93  | –     | 29  | 60,42  |
| Einband             | Armin Grimm         | –   | 2:0      | 100  | 16    | 6,25  | 6,25  | 32  | 79,28  |
| Cadre 71/2          | Jean Arnaud         | –   | 2:0      | 200  | 10    | 20,00 | 20,00 | 105 | 56,66  |
| Cadre 71/2          | Sotiris Psiskonis   | –   | 0:2      | 145  | 10    | 14,50 | –     | 64  | 38,33  |
| Dreiband            | Richard Bitalis     | –   | 2:0(2:0) | 30   | 30    | 1,000 | 1,000 | 6   | 113,33 |
| Dreiband            | Andreas Efler       | –   | 0:2(0:2) | 24   | 29    | 0,827 | –     | 4   | 59,00  |

| Platz | Land             | MP  | PP   | VMGD  | BVMGD  |
| ----- | ---------------- | --- | ---- | ----- | ------ |
| 1     | Frankreich       | 4:0 | 10:2 | 89,84 | 110,48 |
| 2     | Schweiz          | 2:2 | 6:6  | 45,52 | –      |
| 3     | Tschechoslowakei | 0:4 | 2:10 | 18,09 | –      |

### Gruppe B
| Disziplin              | Name                   | MP  | PP       | Pkt. | Aufn. | GD     | BED    | HS  | VGD    |
| ---------------------- | ---------------------- | --- | -------- | ---- | ----- | ------ | ------ | --- | ------ |
| (267,58) B vs. (24,97) | (267,58) B vs. (24,97) | 2:0 | 6:0      |      |       |        |        |     |        |
| Einband                | Dieter Großjung        | –   | 2:0      | 100  | 20    | 5,00   | 5,00   | 18  | 61,42  |
| Einband                | Pedro Arnau            | –   | 0:2      | 82   | 20    | 4,10   | –      | 15  | 48,33  |
| Cadre 71/2             | Martin Horn            | –   | 2:0      | 200  | 1     | 200,00 | 200,00 | 200 | 686,66 |
| Cadre 71/2             | Carlos Tuset           | –   | 0:2      | 0    | 1     | 0,00   | –      | 0   | 0,00   |
| Dreiband               | Christian Rudolph      | –   | 2:0(2:1) | 44   | 54    | 0,814  | 0,814  | 4   | 54,66  |
| Dreiband               | Enrique Herbon         | –   | 0:2(1:2) | 35   | 54    | 0,660  | –      | 4   | 26,60  |

| Disziplin           | Name                | MP  | PP       | Pkt. | Aufn. | GD    | BED   | HS | VGD   |
| ------------------- | ------------------- | --- | -------- | ---- | ----- | ----- | ----- | -- | ----- |
| (52,95) vs. (68,28) | (52,95) vs. (68,28) | 2:0 | 4:2      |      |       |       |       |    |       |
| Einband             | Pedro Arnau         | –   | 0:2      | 48   | 20    | 2,40  | –     | 14 | 18,57 |
| Einband             | Karsten Lieberkind  | –   | 2:0      | 100  | 20    | 5,00  | 5,00  | 19 | 61,42 |
| Cadre 71/2          | Carlos Tuset        | –   | 2:0      | 200  | 6     | 33,33 | 33,33 | 74 | 98,08 |
| Cadre 71/2          | Dan Nielsen         | –   | 0:2      | 101  | 6     | 16,83 | –     | 68 | 46,10 |
| Dreiband            | Enrique Herbon      | –   | 2:0(2:1) | 32   | 42    | 0,761 | 0,761 | 5  | 42,20 |
| Dreiband            | Tonny Carlsen       | –   | 0:2(1:2) | 40   | 42    | 0,952 | –     | 6  | 97,33 |

| Disziplin               | Name                    | MP  | PP       | Pkt. | Aufn. | GD    | BED   | HS | VGD    |
| ----------------------- | ----------------------- | --- | -------- | ---- | ----- | ----- | ----- | -- | ------ |
| (103,42) B vs. (107,03) | (103,42) B vs. (107,03) | 2:0 | 4:2      |      |       |       |       |    |        |
| Einband                 | Dieter Großjung         | –   | 0:2      | 73   | 13    | 5,61  | –     | 37 | 70,14  |
| Einband                 | Karsten Lieberkind      | –   | 2:0      | 100  | 13    | 7,69  | 7,69  | 48 | 109,75 |
| Cadre 71/2              | Martin Horn             | –   | 2:0      | 200  | 7     | 28,57 | 28,57 | 78 | 84,48  |
| Cadre 71/2              | Dan Nielsen             | –   | 0:2      | 71   | 7     | 10,14 | –     | 26 | 20,70  |
| Dreiband                | Christian Rudolph       | –   | 2:0(2:1) | 38   | 34    | 1,117 | 1,117 | 5  | 155,66 |
| Dreiband                | Tonny Carlsen           | –   | 0:2(1:2) | 40   | 33    | 1,212 | –     | 8  | 190,66 |

| Platz | Land          | MP  | PP   | VMGD   | BVMGD  |
| ----- | ------------- | --- | ---- | ------ | ------ |
| 1     | Deutschland B | 4:0 | 10:2 | 101,72 | 267,58 |
| 2     | Spanien       | 2:2 | 4:8  | 49,88  | –      |
| 3     | Dänemark      | 0:4 | 4:8  | 82,35  | –      |

### Gruppe C
| Disziplin           | Name                | MP  | PP       | Pkt. | Aufn. | GD    | BED   | HS | VGD   |
| ------------------- | ------------------- | --- | -------- | ---- | ----- | ----- | ----- | -- | ----- |
| (27,33) vs. (23,92) | (27,33) vs. (23,92) | 2:0 | 6:0      |      |       |       |       |    |       |
| Einband             | Sakis Tsokandas     | –   | 2:0      | 100  | 29    | 3,44  | 3,44  | 38 | 37,33 |
| Einband             | Mohsen Fouda        | –   | 0:2      | 93   | 29    | 3,20  | –     | 18 | 33,33 |
| Cadre 71/2          | Lakis Elefteriadis  | –   | 2:0      | 200  | 26    | 7,69  | 7,69  | 25 | 15,38 |
| Cadre 71/2          | Zein Abdou          | –   | 0:2      | 89   | 26    | 3,42  | –     | 15 | 6,84  |
| Dreiband            | George Sakkas       | –   | 2:0(2:1) | 34   | 49    | 0,693 | 0,693 | 6  | 29,30 |
| Dreiband            | Ihab El Messery     | –   | 0:2(1:2) | 34   | 48    | 0,708 | –     | 3  | 31,60 |

| Disziplin            | Name                 | MP  | PP       | Pkt. | Aufn. | GD    | BED   | HS | VGD    |
| -------------------- | -------------------- | --- | -------- | ---- | ----- | ----- | ----- | -- | ------ |
| (123,46) vs. (41,50) | (123,46) vs. (41,50) | 2:0 | 4:2      |      |       |       |       |    |        |
| Einband              | Michael Hikl         | –   | 0:2      | 61   | 15    | 4,06  | –     | 30 | 47,66  |
| Einband              | Mohsen Fouda         | –   | 2:0      | 100  | 15    | 6,66  | 6,66  | 31 | 87,20  |
| Cadre 71/2           | Stephan Horvath      | –   | 2:0      | 200  | 12    | 16,66 | 16,66 | 74 | 45,53  |
| Cadre 71/2           | Zein Abdou           | –   | 0:2      | 74   | 12    | 6,16  | –     | 41 | 12,32  |
| Dreiband             | Franz Stenzel        | –   | 2:0(2:0) | 30   | 21    | 1,428 | 1,428 | 8  | 277,20 |
| Dreiband             | Ihab El Messery      | –   | 0:2(0:2) | 13   | 20    | 0,650 | –     | 4  | 25,00  |

| Disziplin            | Name                 | MP  | PP       | Pkt. | Aufn. | GD    | BED   | HS  | VGD    |
| -------------------- | -------------------- | --- | -------- | ---- | ----- | ----- | ----- | --- | ------ |
| (107,20) vs. (31,89) | (107,20) vs. (31,89) | 2:0 | 6:0      |      |       |       |       |     |        |
| Einband              | Michael Hikl         | –   | 2:0      | 100  | 18    | 5,55  | 5,55  | 31  | 69,28  |
| Einband              | Sakis Tsokandas      | –   | 0:2      | 68   | 18    | 3,77  | –     | 18  | 42,83  |
| Cadre 71/2           | Stephan Horvath      | –   | 2:0      | 200  | 4     | 50,00 | 50,00 | 165 | 150,00 |
| Cadre 71/2           | Lakis Elefteriadis   | –   | 0:2      | 45   | 4     | 11,25 | –     | 37  | 26,25  |
| Dreiband             | Franz Stenzel        | –   | 2:0(2:0) | 30   | 31    | 0,967 | 0,967 | 6   | 102,33 |
| Dreiband             | George Sakkas        | –   | 0:2(0:2) | 20   | 30    | 0,666 | –     | 4   | 26,60  |

| Platz | Land         | MP  | PP   | VMGD   | BVMGD  |
| ----- | ------------ | --- | ---- | ------ | ------ |
| 1     | Österreich   | 4:0 | 10:2 | 100,18 | 107,20 |
| 2     | Griechenland | 2:2 | 6:6  | 28,04  | –      |
| 3     | Ägypten      | 0:4 | 2:10 | 30,07  | –      |

### Viertelfinale
| Disziplin             | Name                  | MP  | PP       | Pkt. | Aufn. | GD    | BED   | HS  | VGD    |
| --------------------- | --------------------- | --- | -------- | ---- | ----- | ----- | ----- | --- | ------ |
| (174,89) vs. (164,30) | (174,89) vs. (164,30) | 2:0 | 4:2      |      |       |       |       |     |        |
| Einband               | Marc Massé            | –   | 2:0      | 100  | 10    | 10,00 | 10,00 | 31  | 179,23 |
| Einband               | Piet Adrichem         | –   | 0:2      | 90   | 10    | 9,00  | –     | 24  | 145,71 |
| Cadre 71/2            | Jean Arnaud           | –   | 2:0      | 200  | 10    | 20,00 | 20,00 | 129 | 56,66  |
| Cadre 71/2            | Freek Ottenhof        | –   | 0:2      | 96   | 10    | 9,60  | –     | 34  | 19,20  |
| Dreiband              | Richard Bitalis       | –   | 0:2(2:3) | 51   | 35    | 1,457 | –     | 5   | 288,00 |
| Dreiband              | Dick Jaspers          | –   | 2:0(3:2) | 56   | 36    | 1,555 | 1,555 | 8   | 328,00 |

| Disziplin              | Name                   | MP  | PP       | Pkt. | Aufn. | GD    | BED   | HS | VGD    |
| ---------------------- | ---------------------- | --- | -------- | ---- | ----- | ----- | ----- | -- | ------ |
| (118,87) A vs. (43,63) | (118,87) A vs. (43,63) | 2:0 | 6:0      |      |       |       |       |    |        |
| Einband                | Wolfgang Zenkner       | –   | 2:0      | 100  | 10    | 10,00 | 10,00 | 42 | 179,23 |
| Einband                | Kouichi Urabe          | –   | 0:2      | 22   | 10    | 2,20  | –     | 6  | 15,71  |
| Cadre 71/2             | Fabian Blondeel        | –   | 2:0      | 200  | 9     | 22,22 | 22,22 | 71 | 64,06  |
| Cadre 71/2             | Shigeru Koshiba        | –   | 0:2      | 103  | 9     | 11,44 | –     | 39 | 27,20  |
| Dreiband               | Hans-Jürgen Kühl       | –   | 2:0(3:1) | 54   | 54    | 1,000 | 1,000 | 5  | 113,33 |
| Dreiband               | Joshi Kai              | –   | 0:2(1:3) | 49   | 53    | 0,924 | –     | 5  | 88,00  |

| Disziplin              | Name                   | MP  | PP       | Pkt. | Aufn. | GD    | BED   | HS  | VGD    |
| ---------------------- | ---------------------- | --- | -------- | ---- | ----- | ----- | ----- | --- | ------ |
| (107,43) vs. B (59,96) | (107,43) vs. B (59,96) | 2:0 | 4:2      |      |       |       |       |     |        |
| Einband                | Antonio Oddo           | –   | 2:0      | 100  | 14    | 7,14  | 7,14  | 36  | 96,80  |
| Einband                | Dieter Großjung        | –   | 0:2      | 78   | 14    | 5,57  | –     | 21  | 69,57  |
| Cadre 71/2             | Luigi Natale           | –   | 0:2      | 32   | 8     | 4,00  | –     | 15  | 8,00   |
| Cadre 71/2             | Martin Horn            | –   | 2:0      | 200  | 8     | 25,00 | 25,00 | 151 | 73,33  |
| Dreiband               | Marco Zanetti          | –   | 2:0(3:0) | 45   | 35    | 1,285 | 1,285 | 5   | 217,50 |
| Dreiband               | Christian Rudolph      | –   | 0:2(0:3) | 25   | 34    | 0,735 | –     | 3   | 37,00  |

| Disziplin            | Name                 | MP  | PP       | Pkt. | Aufn. | GD    | BED   | HS | VGD    |
| -------------------- | -------------------- | --- | -------- | ---- | ----- | ----- | ----- | -- | ------ |
| (187,89) vs. (57,40) | (187,89) vs. (57,40) | 2:0 | 6:0      |      |       |       |       |    |        |
| Einband              | Ludo Dielis          | –   | 2:0      | 100  | 16    | 6,25  | 6,25  | 18 | 79,28  |
| Einband              | Michael Hikl         | –   | 0:2      | 87   | 16    | 5,43  | –     | 39 | 67,57  |
| Cadre 71/2           | Frédéric Caudron     | –   | 2:0      | 200  | 4     | 50,00 | 50,00 | 69 | 150,00 |
| Cadre 71/2           | Stephan Horvath      | –   | 0:2      | 79   | 4     | 19,75 | –     | 54 | 55,83  |
| Dreiband             | Paul Stroobants      | –   | 2:0(3:1) | 55   | 35    | 1,571 | 1,571 | 10 | 334,40 |
| Dreiband             | Franz Stenzel        | –   | 0:2(1:3) | 27   | 34    | 0,794 | –     | 6  | 48,80  |

### Halbfinale
| Disziplin              | Name                   | MP  | PP       | Pkt. | Aufn. | GD    | BED   | HS  | VGD    |
| ---------------------- | ---------------------- | --- | -------- | ---- | ----- | ----- | ----- | --- | ------ |
| (217,61) A vs. (93,27) | (217,61) A vs. (93,27) | 2:0 | 4:2      |      |       |       |       |     |        |
| Einband                | Wolfgang Zenkner       | –   | 2:0      | 100  | 5     | 20,00 | 20,00 | 52  | 467,14 |
| Einband                | Antonio Oddo           | –   | 0:2      | 42   | 5     | 8,40  | –     | 31  | 127,50 |
| Cadre 71/2             | Fabian Blondeel        | –   | 2:0      | 200  | 5     | 40,00 | 40,00 | 139 | 117,14 |
| Cadre 71/2             | Luigi Natale           | –   | 0:2      | 108  | 5     | 21,60 | –     | 55  | 62,00  |
| Dreiband               | Hans-Jürgen Kühl       | –   | 0:2(1:2) | 37   | 43    | 0,860 | –     | 5   | 68,57  |
| Dreiband               | Marco Zanetti          | –   | 2:0(2:1) | 41   | 44    | 0,931 | 0,931 | 5   | 90,33  |

| Disziplin            | Name                 | MP  | PP       | Pkt. | Aufn. | GD    | BED   | HS | VGD    |
| -------------------- | -------------------- | --- | -------- | ---- | ----- | ----- | ----- | -- | ------ |
| (119,21) vs. (84,28) | (119,21) vs. (84,28) | 2:0 | 4:2      |      |       |       |       |    |        |
| Einband              | Ludo Dielis          | –   | 0:2      | 58   | 16    | 3,62  | –     | 20 | 40,33  |
| Einband              | Marc Massé           | –   | 2:0      | 100  | 16    | 6,25  | 6,25  | 28 | 79,28  |
| Cadre 71/2           | Frédéric Caudron     | –   | 2:0      | 200  | 3     | 66,66 | 66,66 | 79 | 216,64 |
| Cadre 71/2           | Jean Arnaud          | –   | 0:2      | 81   | 3     | 27,00 | –     | 76 | 79,23  |
| Dreiband             | Paul Stroobants      | –   | 2:0(3:1) | 52   | 54    | 0,962 | 0,962 | 6  | 100,66 |
| Dreiband             | Richard Bitalis      | –   | 0:2(1:3) | 50   | 53    | 0,943 | –     | 4  | 94,33  |

### Finalspiele
| Disziplin             | Name                  | MP  | PP       | Pkt. | Aufn. | GD    | BED   | HS | VGD    |
| --------------------- | --------------------- | --- | -------- | ---- | ----- | ----- | ----- | -- | ------ |
| (200,62) vs. (173,69) | (200,62) vs. (173,69) | 2:0 | 4:2      |      |       |       |       |    |        |
| Einband               | Antonio Oddo          | –   | 2:0      | 100  | 15    | 6,66  | 6,66  | 27 | 87,20  |
| Einband               | Marc Massé            | –   | 0:2      | 83   | 15    | 5,53  | –     | 20 | 69,00  |
| Cadre 71/2            | Luigi Natale          | –   | 0:2      | 76   | 6     | 12,66 | –     | 44 | 32,20  |
| Cadre 71/2            | Jean Arnaud           | –   | 2:0      | 200  | 6     | 33,33 | 33,33 | 79 | 98,08  |
| Dreiband              | Marco Zanetti         | –   | 2:0(3:1) | 59   | 30    | 1,966 | 1,966 | 8  | 482,48 |
| Dreiband              | Richard Bitalis       | –   | 0:2(1:3) | 47   | 29    | 1,620 | –     | 8  | 354,00 |

| Disziplin               | Name                    | MP  | PP       | Pkt. | Aufn. | GD     | BED    | HS  | VGD    |
| ----------------------- | ----------------------- | --- | -------- | ---- | ----- | ------ | ------ | --- | ------ |
| (208,88) A vs. (148,48) | (208,88) A vs. (148,48) | 2:0 | 4:2      |      |       |        |        |     |        |
| Einband                 | Wolfgang Zenkner        | –   | 2:0      | 100  | 12    | 8,33   | 8,33   | 47  | 125,75 |
| Einband                 | Ludo Dielis             | –   | 0:2      | 64   | 12    | 5,33   | –      | 33  | 66,14  |
| Cadre 71/2              | Fabian Blondeel         | –   | 0:2      | 190  | 2     | 95,00  | –      | 119 | 330,00 |
| Cadre 71/2              | Frédéric Caudron        | –   | 2:0      | 200  | 2     | 100,00 | 100,00 | 133 | 350,00 |
| Dreiband                | Hans-Jürgen Kühl        | –   | 2:0(3:1) | 58   | 50    | 1,160  | 1,160  | 9   | 170,90 |
| Dreiband                | Paul Stroobants         | –   | 0:2(1:3) | 34   | 49    | 0,693  | –      | 6   | 29,30  |

## Abschlusstabelle
| Platz | Land             | Spiele | G-U-V | MP  | PP   | VMGD   | BVMGD  |
| ----- | ---------------- | ------ | ----- | --- | ---- | ------ | ------ |
| 1     | Deutschland A    | 3      | 3-0-0 | 6:0 | 14:4 | 146,33 | 118,87 |
| 2     | Belgien          | 3      | 2-0-1 | 4:2 | 12:6 | 132,21 | 187,89 |
| 3     | Italien          | 3      | 2-0-1 | 4:2 | 10:8 | 120,33 | –      |
| 4     | Frankreich       | 4      | 3-0-1 | 6:2 | 16:8 | 111,19 | 110,48 |
| 5     | Niederlande      | 1      | 0-0-1 | 0:2 | 2:4  | 164,30 | –      |
| 6     | Deutschland B    | 2      | 1-0-1 | 2:2 | 14:6 | 59,96  | 267,58 |
| 7     | Österreich       | 3      | 2-0-1 | 4:2 | 10:8 | 57,40  | 107,20 |
| 8     | Japan            | 1      | 0-0-1 | 0:2 | 0:6  | 43,63  | –      |
| 9     | Schweiz          | 2      | 1-0-1 | 2:2 | 6:6  | 45,52  | –      |
| 10    | Griechenland     | 2      | 1-0-1 | 2:2 | 6:6  | 28,04  | –      |
| 11    | Spanien          | 2      | 1-0-1 | 2:2 | 4:8  | 49,88  | –      |
| 12    | Dänemark         | 2      | 0-0-2 | 0:4 | 4:8  | 82,35  | –      |
| 13    | Ägypten          | 2      | 0-0-2 | 0:4 | 2:10 | 30,07  | –      |
| 14    | Tschechoslowakei | 2      | 0-0-2 | 0:4 | 2:10 | 18,09  | –      |

## Einzel-Ranglisten
| Platz | Name               | MP  | Pkte. | Aufn. | GD    | BED   | HS |
| ----- | ------------------ | --- | ----- | ----- | ----- | ----- | -- |
| 1     | Wolfgang Zenkner   | 6:0 | 300   | 27    | 11,11 | 20,00 | 52 |
| 2     | Piet Adrichem      | 0:2 | 90    | 10    | 9,00  | –     | 24 |
| 3     | Antonio Oddo       | 4:2 | 242   | 34    | 7,11  | 7,14  | 36 |
| 4     | Karsten Lieberkind | 4:0 | 200   | 33    | 6,06  | 7,69  | 48 |
| 5     | Marc Massé         | 6:4 | 462   | 82    | 5,63  | 10,00 | 31 |
| 6     | Dieter Großjung    | 2:4 | 251   | 47    | 5,34  | 5,00  | 37 |
| 7     | Michael Hikl       | 2:4 | 248   | 49    | 5,06  | 5,55  | 39 |
| 8     | Ludo Dielis        | 2:4 | 222   | 44    | 5,04  | 6,25  | 33 |
| 9     | Mohsen Fouda       | 2:2 | 193   | 44    | 4,38  | 6,66  | 31 |
| 10    | Armin Grimm        | 4:0 | 200   | 49    | 4,08  | 6,25  | 32 |
| 11    | Sakis Tsokandas    | 2:2 | 168   | 47    | 3,57  | 3,44  | 38 |
| 12    | Pedro Arnau        | 0:4 | 130   | 40    | 3,25  | –     | 15 |
| 13    | Jan Musil          | 0:4 | 132   | 58    | 2,27  | –     | 12 |
| 14    | Kouichi Urabe      | 0:2 | 22    | 10    | 2,20  | –     | 6  |

| Platz | Name               | MP  | Pkte. | Aufn. | GD    | BED    | HS  |
| ----- | ------------------ | --- | ----- | ----- | ----- | ------ | --- |
| 1     | Frédéric Caudron   | 6:0 | 600   | 9     | 66,66 | 100,00 | 133 |
| 2     | Martin Horn        | 6:0 | 600   | 16    | 37,50 | 200,00 | 200 |
| 3     | Fabian Blondeel    | 4:2 | 590   | 16    | 36,87 | 40,00  | 139 |
| 4     | Carlos Tuset       | 2:2 | 200   | 7     | 28,57 | 33,33  | 74  |
| 5     | Jean Arnaud        | 8:2 | 881   | 34    | 25,91 | 40,00  | 129 |
| 6     | Stephan Horvath    | 4:2 | 479   | 20    | 23,95 | 50,00  | 165 |
| 7     | Dan Nielsen        | 0:4 | 172   | 13    | 13,23 | –      | 68  |
| 8     | Sotoris Psiskonis  | 0:4 | 345   | 27    | 12,77 | 11,76  | 64  |
| 9     | Shigeru Koshiba    | 0:2 | 103   | 9     | 11,44 | –      | 39  |
| 10    | Luigi Natale       | 0:6 | 216   | 19    | 11,36 | –      | 55  |
| 11    | Mirek Andrejowski  | 2:2 | 246   | 22    | 11,18 | 11,76  | 61  |
| 12    | Freek Ottenhof     | 0:2 | 96    | 10    | 9,60  | –      | 34  |
| 13    | Lakis Elefteriadis | 2:2 | 245   | 30    | 8,16  | 7,69   | 37  |
| 14    | Zein Abdou         | 0:4 | 163   | 38    | 4,28  | –      | 41  |

| Platz | Name              | MP  | SP   | Pkte. | Aufn. | GD    | BED   | HS |
| ----- | ----------------- | --- | ---- | ----- | ----- | ----- | ----- | -- |
| 1     | Dick Jaspers      | 2:0 | 3:2  | 56    | 36    | 1,555 | 1,555 | 8  |
| 2     | Marco Zanetti     | 6:0 | 8:2  | 145   | 109   | 1,330 | 1,966 | 8  |
| 3     | Richard Bitalis   | 4:6 | 10:7 | 208   | 173   | 1,202 | 1,153 | 8  |
| 4     | Tonny Carlsen     | 0:4 | 2:4  | 80    | 75    | 1,066 | –     | 8  |
| 5     | Paul Stroobants   | 4:2 | 7:5  | 141   | 138   | 1,021 | 1,571 | 10 |
| 6     | Hans-Jürgen Kühl  | 4:2 | 7:4  | 149   | 147   | 1,013 | 1,160 | 9  |
| 7     | Franz Stenzel     | 4:2 | 5:3  | 87    | 86    | 1,011 | 1,428 | 8  |
| 8     | Joshi Kai         | 0:2 | 1:3  | 49    | 53    | 0,924 | –     | 5  |
| 9     | Christian Rudolph | 4:2 | 4:5  | 107   | 122   | 0,877 | 1,117 | 5  |
| 10    | Andreas Efler     | 2:2 | 2:2  | 54    | 66    | 0,818 | 0,810 | 4  |
| 11    | Enrique Herbon    | 2:2 | 3:3  | 67    | 96    | 0,679 | 0,761 | 5  |
| 12    | Ihab El Messery   | 0:4 | 1:4  | 47    | 68    | 0,691 | –     | 4  |
| 13    | George Sakkas     | 2:2 | 2:3  | 54    | 79    | 0,683 | 0,693 | 6  |
| 14    | Ivo Gazdos        | 0:4 | 0:4  | 30    | 61    | 0,491 | –     | 4  |